# NGC 312
NGC 312 é uma galáxia elíptica (E2) localizada na direcção da constelação de Phoenix. Possui uma declinação de -52° 46' 59" e uma ascensão recta de 0 horas, 56 minutos e 15,7 segundos.
A galáxia NGC 312 foi descoberta em 5 de Setembro de 1836 por John Herschel.